# Guru Granth Sahib

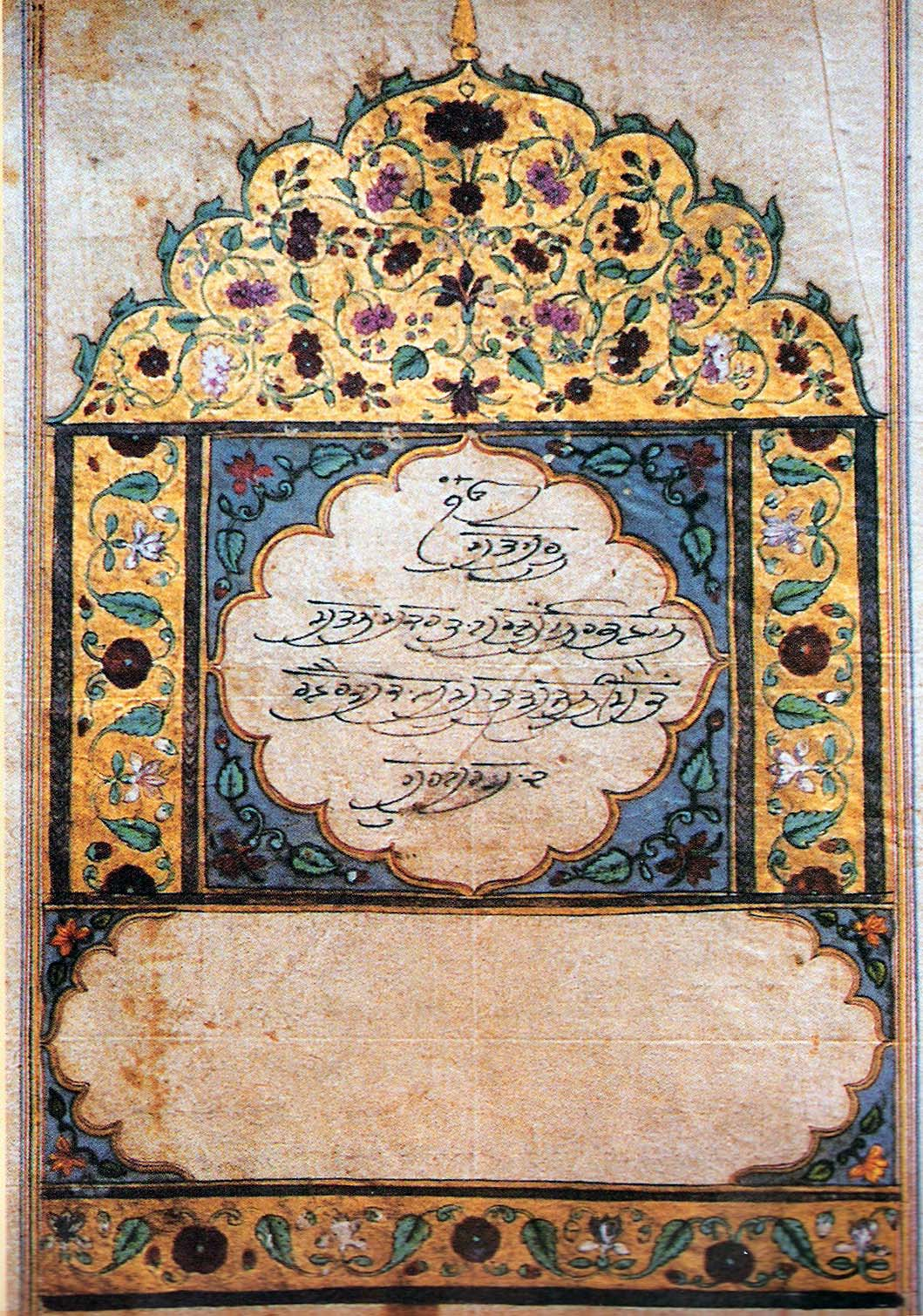
Copia del Guru Granth Sahib (fine XVIII o inizio XIX secolo)

Lo śrī Guru Granth Sahib o Adi Granth è il testo sacro della religione Sikh, contenente gran parte della disciplina sikh, ed è tuttora considerato come l'ultimo e permanente guru dei Sikh.

## Storia
Elaborato nel corso dei secoli come testo liturgico destinato alla recitazione rituale, il Guru Granth Sahib illustra il cammino mistico a cui è chiamato ogni sincero fedele Sikh, come anche ogni essere umano. In particolare il testo mostra l'importanza per l'adepto della recitazione ininterrotta del Nome del Signore (il Nam), unita al ricordo costante di Dio e all’abbandono incondizionato alla sua volontà. Questi strumenti sono ritenuti gli strumenti essenziali capaci di propiziare l’unione amorosa con l’Assoluto. Come ricorda infatti l'edizione italiana del Guru Granth Sahib: "In qualunque momento, dimora nel Nam, il Nome del Signore; il gurmukh (fedele) lo ottiene. Il Tesoro del Nam è inesauribile. Con una gran fortuna, lo si ottiene". In India, ma anche nel resto del mondo dove si trovano templi Sikh, viene trattato e rispettato come una persona. La notte viene messo a riposare in una stanza adibita a tale bisogno.Nei templi Sikh tabacco, carne e alcol sono strettamente proibiti.

## Opere
In italiano
- Guru Granth Sahib: il libro sacro dei Sikh (Volume primo), Crédin, Le loup des steppes, 2022